# Acacia graminea
Acacia graminea é uma espécie de leguminosa do gênero Acacia, pertencente à família Fabaceae.